# ハンス・フォン・ルック
ハンス＝ウルリッヒ・フォン・ルック・ウント・ヴィッテン（Hans-Ulrich von Luck und Witten、1911年7月15日 - 1997年1月15日）は、ドイツの軍人。第二次世界大戦中、ドイツ陸軍の第7装甲師団や第21装甲師団に所属し、ポーランド、フランス、北アフリカ、イタリア、ロシアなど各地を転戦した。最終階級は大佐(Oberst)。
エルヴィン・ロンメル元帥と親しかった人物の1人としても知られる。後に回顧録としてPanzer Commander: The Memoirs of Colonel Hans von Luckを著した。

## 若年期
ルックはシュレースヴィヒ＝ホルシュタイン州フレンスブルグにて、13世紀から続くプロイセン王国陸軍軍人の家系に生を受けた。彼の家系にはフリードリヒ大王の元で七年戦争を戦ったものがいたという。またルックの祖父に当たるオットー・フォン・ルックは家系で唯一の海軍士官としてドイツ帝国海軍に入隊し、第一次世界大戦中のユトランド沖海戦などに参加した。1918年のスペイン風邪で父が死去した後、養父は彼にプロイセン式の教育を施した。ラテン語やギリシャ語など古典的な言語を好んで勉強し、1917年4月1日にはフレンスブルグの修道院学校に入学した。ここで彼は目覚しい外国語力を身につけ、第二次世界大戦前には英語、フランス語、ロシア語を自由に使いこなせるほどになっていた。戦中はフランス兵やイギリス兵と会話する機会も多く、またソ連軍に投降した後には解放の交渉を行う為にロシア語を役立てた。
1929年、アビトゥーアに合格した後、シレジア騎兵連隊の士官候補生となり、ルックは伝統に従い陸軍士官としての軍歴を歩み始めた。入隊後間も無く東プロイセンの第1自動車化大隊への異動が決定するも、当時は騎兵こそ陸軍の花形と考えられていた事もあり、ルックはこれを悔やんだという。しかし彼は自動車化大隊の中にあって、後に長らく率いる事となる装甲部隊の可能性を見出していく。
1931年から1932年にかけて、下級将校が負う義務の一環としてドレスデンの歩兵学校にてエルヴィン・ロンメル大尉が指導する9ヶ月の講義に参加した。1932年秋には中尉に昇進し、1933年にはルックの部隊に初の偵察戦闘車が与えられ、装甲偵察大隊への第一歩を踏み出した。1934年6月30日に発生した長いナイフの夜事件では、配下の部隊と共にシュテッティンにて突撃隊幹部の逮捕に協力した。
1936年、ルックはポツダムに駐留する第8装甲偵察大隊第3中隊の指揮を任される。彼は第3中隊長として過ごした期間の大部分を、新たなドイツ装甲軍のドクトリン形成を担当していたハインツ・グデーリアン将軍指揮下の任務に費やした。その後も数年の間に様々な装甲部隊にて経験を重ね、休暇の際はヨーロッパ中を旅行して過ごしたという。
1939年、彼はゲオルク・シュトゥンメ将軍率いる第2軽師団の第7装甲偵察大隊に配属された。

## 第二次世界大戦

### ポーランド侵攻
1939年9月1日、ドイツによるポーランド侵攻によって第二次世界大戦が勃発する。第2軽師団も侵攻作戦に参加し、第7装甲偵察大隊は師団の前衛を務めた。師団は瞬く間にキエルツェ、ラドム、ウッチを突破し、9月6日には激しい抵抗に遭遇したものの、9月9日までにワルシャワ郊外へ到達した。しかしワルシャワ市はポーランドにおける組織的抵抗が終結する9月27日まで降伏する事無く抗戦を続け、この中で第2軽師団は多大な犠牲を強いられた。
ポーランドにおける作戦を終えた第2軽師団は、第7装甲師団として再編成と再装備を行う為、ドイツ本土へ送還された。1940年2月6日、指揮官としてエルヴィン・ロンメル将軍が着任。第7装甲師団には新型のIII号戦車及びIV号戦車が与えられたのみならず、ルックが所属する第37装甲偵察大隊にも新型のSd Kfz 232装甲偵察車が与えられた。1940年5月頃、目前に控えたフランス侵攻に備えるべく第7装甲師団はアイフェル山地に向けて移動を開始した。

### フランス侵攻
1940年5月10日、ドイツによるフランス侵攻が始まる。ヘルマン・ホト将軍指揮下の第15装甲軍団に属した第7装甲師団は、黄色作戦（Fall Gelb, ベネルクス三国及びフランス北部侵攻）の一環としてベルギーに侵入し、ミューズ川沿いにディナンへと向かった。ところが多くの橋が爆破されていた上、対岸に陣取ったフランス軍守備隊からの猛烈な砲撃や狙撃の為に第7装甲師団はミューズ川で足止めされてしまう。現地のドイツ軍部隊は煙幕弾を欠いていた為、ロンメルは応急的な戦術として渡河点近隣にて住宅に放火し煙幕を代用するように命じ、さらにフランス軍守備隊の陣地へJu87スツーカによる急降下爆撃を加えさせた。空襲は一見して深刻な被害を与えなかったが、フランス軍守備隊に精神的な打撃を与え、多くのフランス兵が任務を放棄して逃亡した。その後、装甲擲弾兵部隊はゴムボートなどを用いてロンメル指揮の下に渡河を果たしたのである。その後も師団はロンメルに率いられ、常にルックの偵察大隊を先頭に立てて侵攻を続けた。

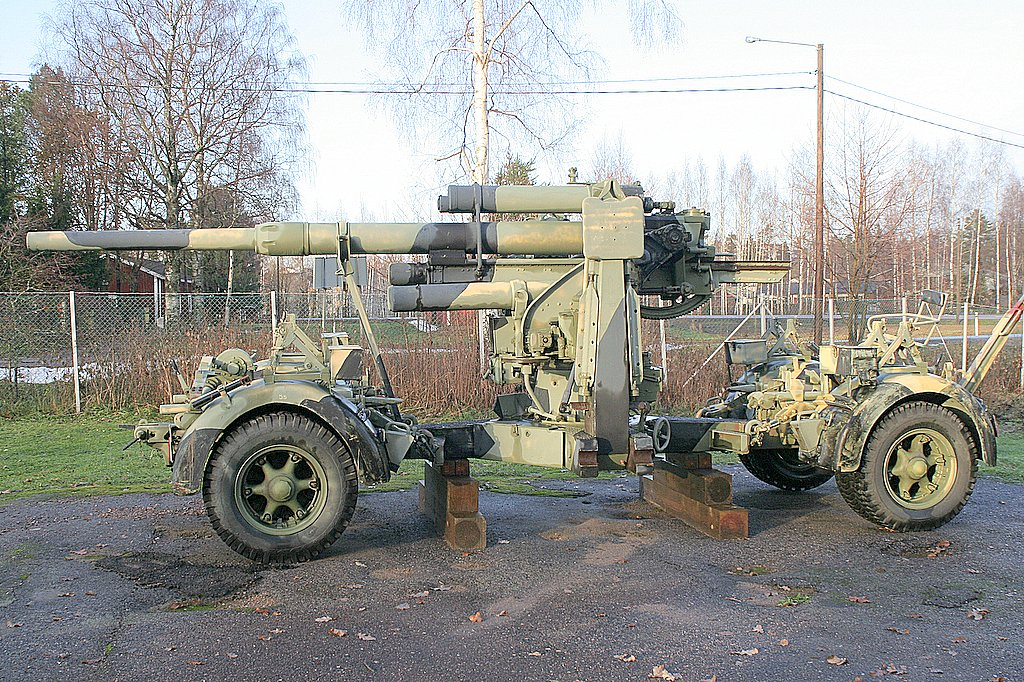
88mm高射砲は英国のマチルダI歩兵戦車やフランスのルノーB1重戦車と戦う有効な手段の一つだった。その他には105mm級の野砲による直接照準射撃などが有効とされた。

師団は進撃を続け、5月18日にはカンブレーを確保し、5月20日にはアラスに到達した(アラスの戦い)。ロンメルはここで沿岸から続く英国海外派遣軍の補給遮断を計画し、ルックに市街付近のラ・バッセ河を渡河せよと強く命じた。スツーカの援護を受けつつ渡河を指揮している最中、ルックは敵の銃撃を受けて手を負傷するが、一晩眠った後には部隊に復帰していた。やがて始まった英仏の反撃でマチルダI歩兵戦車やルノーB1重戦車が現れると、ドイツ軍の3.7cm対戦車砲や75mm戦車砲では太刀打ち出来ず、多大な犠牲と引き換えにドイツ軍は88mm高射砲や105mm榴弾砲など重砲の直接照準射撃でマチルダやB1を破壊する戦術を編み出したのである。ルックの部隊も、たびたび重砲を備えた砲兵中隊を支援部隊に含めた。数日に渡る激しい戦闘の後、ラ･バッセ川の渡河点は確保された。5月27日、第7装甲師団はリールに到達。翌日も更なる進撃を求められたが、この際に友軍の援護砲撃を受けていた第37装甲偵察大隊の大隊長が砲撃に巻き込まれ事故死してしまう。ロンメルは2番目に若い中隊長だったルックを後任の大隊長に任命した。イギリス軍がダンケルクから撤退し始めると、第7装甲師団には数日間の休暇が与えられ、この頃にルックは一級鉄十字章を受章した。
6月5日からの2日間、師団はルーアン付近の橋を確保するべくセーヌ川に沿って100kmほど前進したものの、師団がルーアンに到達する頃には既に橋は爆破されていた。師団の装甲部隊に支援されたルックの第37装甲偵察大隊は6月8日から移動を開始し、6月9日までに海岸線へ到達した。ロンメルはフェカンの港を占領すべく偵察大隊へさらなる南進を命じ、占領を支援するべく88mm高射砲中隊が増援として送られた。フェカンに到達したルックが現地のフランス軍守備隊に降伏を求めたところ、守備隊司令官はフェカン港において2隻のイギリス海軍駆逐艦が未だ敗残兵の撤収作業を続けている事を理由にこれを拒否した。6月10日、ルックは指揮下の全兵力に駆逐艦への攻撃を命じ、88mm高射砲だけでなく偵察車両に搭載された軽3.7cm砲や2cm砲も共に砲撃を行った。港を離れた2隻の駆逐艦が応戦しているにも拘らず、弾幕に圧倒された守備隊は降伏し、港湾施設やラジオ局を占領されたフェカンの街もこれに続いた。
第7装甲師団は6月15日からシェルブールへの侵攻を開始し、6月17日までに350km前進し、6月18日には市街を確保した。師団はさらにボルドーへの進撃を開始したものの、6月21日の休戦協定締結により全ての作戦行動が中断された。
7月になると、師団は英国本土上陸作戦に参加するべくパリ区域での待機を命じられる。しかしドイツ空軍が英国沿岸上空の制空権確保を達成できない事が明白となり、準備半ばで英国本土上陸作戦は中止された。
1941年2月、ロンメルが師団長職をハンス・フォン・フンク将軍と交代する。6月、師団は東プロイセンへと派遣された。

### ソビエト侵攻

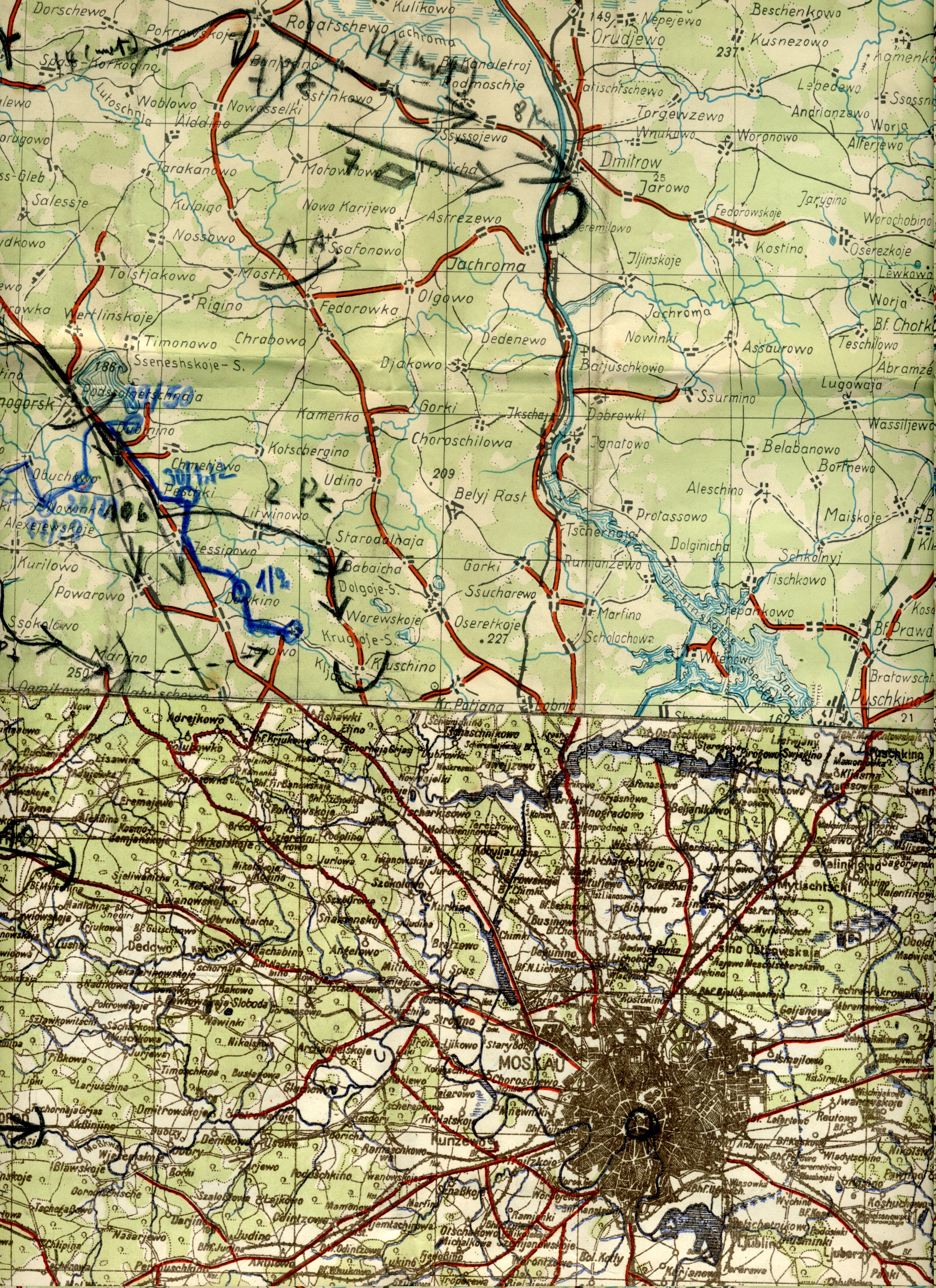
ルックが使用していた地図。モスクワ北方モスクワ運河沿いのヤフロマへ向けて第7装甲師団が進撃を行っていた頃のもの。

1941年6月22日、ソビエト連邦への侵攻が始まった。大尉に昇進したルックは師団本部付となり、また師団は中央軍集団所属の第3装甲集団に配置された。
第3装甲集団はミンスクへを目指す進撃の中で、リトアニアの首都ヴィリニュスを占領する。このヴィリニュスを巡る戦いの際、副官と共にメルセデスのカブリオレに乗車し前線の森林を視察していたルックは偶然にもロシア兵の大集団を搭載したトラックと遭遇した。ルックと副官は果敢にもロシア兵の集団へと発砲して銃撃戦を演じ、命辛々に逃れたという 。ミンスクを占領した後、第7装甲師団はヴィテプスクを目指して東方への進撃を再開した。ヴィテプスク攻略が完了した頃、ルックは戦死した大隊長の後任として再び装甲偵察大隊の大隊長に任命された。
7月26日、スモレンスクの包囲が完了し、ルックの大隊もスモレンスク＝モスクワ間の封鎖に当たっていた。やがてモスクワへ向けて前進を開始すると無数のT-34中戦車やT-50歩兵戦車を含む赤軍の激しい抵抗に遭遇した。これらの戦車は、偵察大隊が保有する3.7cm砲では貫通を許さず、88mm高射砲によってのみ撃破する事が可能なものばかりだった。さらに補給線が延び切ったことも重なり、大隊は徐々に撤退を強いられていった。
10月末までには激しい降雪と気温の低下の為、東部戦線のドイツ軍は停滞を余儀なくされた。続く11月中もわずかな前進に止まったが、第7装甲師団では一時的に師団を離れたルックの大隊がモスクワ郊外からそう遠くないカリーニンの市街に侵入し、南部に橋頭堡を確保することに成功した。
12月3日、ルックの大隊は橋頭堡からクリン東部へ向けた師団の撤退援護を命じられた。撤退行は非常に高い雪山に隔てられた2本の道路に沿って行われたが、これは一切の機動が阻まれる事を意味していた。ルックが率いた後衛部隊を含む師団の各部隊では空軍部隊が西方に撤退する折に遺棄したままだった高射砲を一定数確保していたので、敗走する隊列を発見して攻撃を行った赤軍航空隊が大損害を被った一方、師団は深刻な被害を受けることなく撤退することに成功した。
最終的に全ドイツ軍部隊はモスクワより100kmの地点まで撤退を強いられた。
1942年2月2日にルックはドイツ十字章金章を受章し 、ロンメルからの要請を受けて北アフリカ戦線への転属を命じられた。

### 北アフリカ

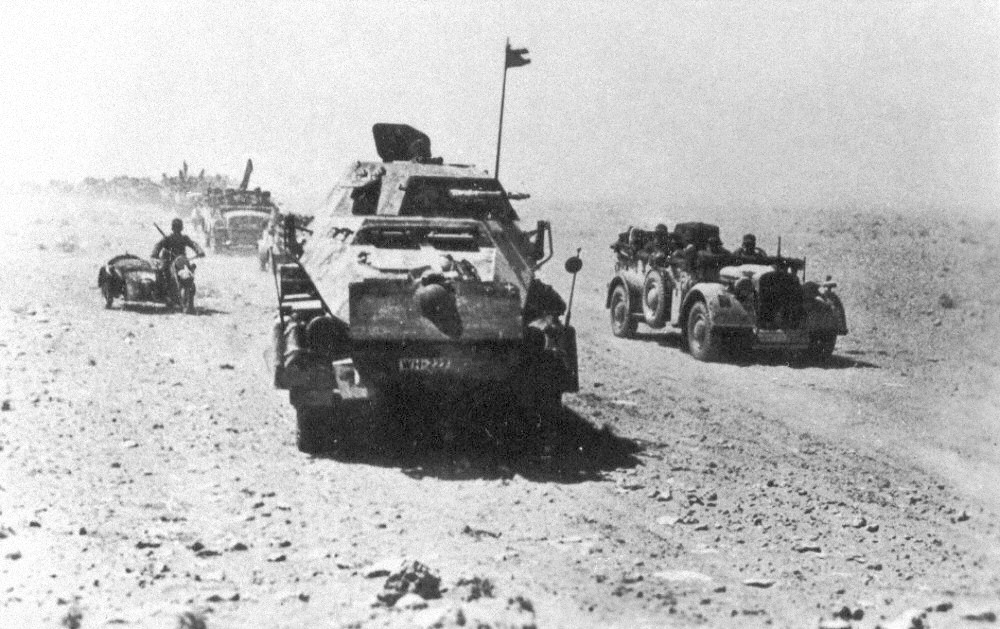
第21装甲師団の偵察部隊。

1942年2月から3月までを休暇として過ごしたルックは4月1日からドイツアフリカ軍団(DAK)に転属し、4月8日にはアフリカにてロンメルとの再会を果たした。転属にあわせて少佐に昇進したルックは第21装甲師団第3装甲偵察大隊に配属された。その後の2ヶ月間、戦闘が小康状態の内にルックはアフリカ戦線で自らの名を知らしめていった。
5月24日、トブルクへの攻勢が始まる。5月27日、ガザラ攻撃の支援に当っていたルックの偵察大隊は、グラント中戦車で編成されたアメリカ軍部隊と遭遇する。米軍戦車隊は第3装甲偵察大隊が保有していた5cm対戦車砲の射程外から砲撃を開始した。ルックは配下の将兵に守備位置への移行を命じ、対戦車砲陣地の転換を指揮していたが、その最中に榴散弾の破片を受け右足を負傷してしまう。
彼に応急処置を施した軍医はすぐに彼を野戦病院に退避させるべきだと主張した。しかし、この間にも大隊及びDAK全体が英国軍による厳重な包囲下にあった為、ルックは防衛任務を遂行しなければならなかった。ロンメルはガザラ防衛の一環として撤退を決定し、ルックは撤退行の南側側面を防衛する任務を受けていたのである。それから5日の間、ルックは一定量のモルヒネ投与を続けて負傷による苦痛を和らげ、大隊を率いて撤退の支援を続けた。6月1日、DAKは包囲からの脱出に成功。かくしてルックは野戦病院への入院を果たし、ロンメルはガザラ南部の英国軍陣地への攻撃を再開したのである。しかし、その後右足の傷口が感染症を引き起こし、ルックは静養のためドイツ本国へと送還された。

#### 逆転する幸運

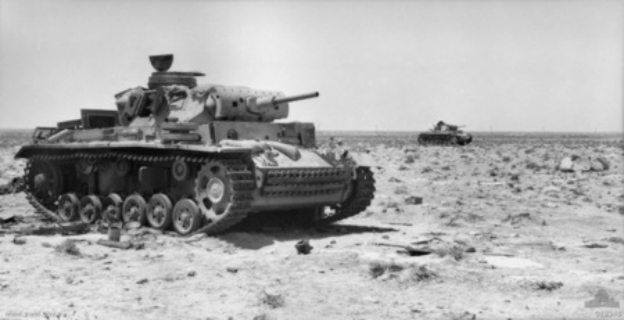
エル・アラメイン(1942年):テル・エル・エイサー付近で撃破されたIII号戦車。

9月中旬頃、軍務復帰に支障なしと判断されアフリカへ戻ってきたルックは第3偵察大隊の指揮官に復帰し、DAKの南側側面でありカッターラ低地端に位置するシワ・オアシスの防衛を命じられた。攻勢の正面から離れたオアシスにおける脅威といえば長距離砂漠挺身隊(L.R.D.G)のまばらな襲撃程度で、大隊はおよそ気楽に過ごした。
1942年10月23日、英国軍がエル・アラメインへの第二次攻勢を行い、小康状態は破られた。11月2日にはバーナード・モントゴメリー将軍がドイツの防衛線を突破し、11月4日にはドイツ軍前線からおよそ20kmも離れた地点でイタリア第20軍団が包囲された。
ロンメルはアドルフ・ヒトラー総統が下した死守命令に反して一般論に基づいた撤退を命じ、ルックの偵察大隊は南側面及び後方を警戒しつつ撤退に移った。11月7日、ルックは敗走最中だったヘルマン＝ベルンハルト・ラムケ将軍率いる空軍のラムケ降下猟兵旅団と合流した。ロンメルの司令部では包囲下で壊滅したものと考えられていた部隊で、生き残っていた700名の降下猟兵は装備品の多くを遺棄し長距離を歩いてきたにも係わらず、ラムケ将軍以下全員が極めて高い士気を保っていた。
11月8日、ルックはさらに2個の偵察大隊から支援を受けつつ、引き続きDAKの南側側面を警戒する任務を続行した。この頃にはドイツ軍部隊の包囲脱出を警戒する英国軍の哨戒部隊と頻繁に交戦した。ある日、第1ロイヤル竜騎兵連隊とにらみ合っていたルックは、行方不明になった歩哨に関する英国軍の無線通信を傍受した。すぐにルックは当該の英国兵が捕虜となっており、なおかつ未だ生きている旨を確認した。その後、午後5時には停戦が確立され、両軍は捕虜となった英国兵に関する交渉に入った。
11月20日、任務を終えてDAK司令部に帰還したルックに対し、ロンメルは酷く落ち込んだ様子で全アフリカ戦線が敗色濃厚であり、今や有能な古参将兵を退避させ温存させる事こそが重大な責務であると語ったという。ロンメルはこの戦争そのものについても同様に敗北の予感を語り、連合国との講和が最後の望みだとルックに伝えた。そして西洋諸国が反共同盟を形作る事こそ西洋文明を防衛する唯一の手段で、英国首相ウィンストン・チャーチルこそこの連合を指導するに相応しい男であると主張し、さらにこの望みにはヒトラーの暗殺が付随するであろうと付け加えた。
12月6日、ドイツ軍はチュニジアまで撤退した。深刻な燃料不足により作戦規模は大きく縮小されたが、12月17日には英国の機甲師団を足止めするべく側面の警戒を離れたルックの大隊が、88mm高射砲を用いて20両もの戦車を撃破した。
12月31日、トリポリ南部を確保するべくルックには更なる西進が命じられた。

#### アフリカ戦線崩壊
1943年1月23日、トリポリは英国軍の手に落ちた。
数日後、近辺に展開する連合軍の高級将校に関する報告を行うべく偵察を続けていたルックは、双眼鏡越しにモントゴメリーとサファリ・ヘルメットを被ったチャーチルらしき男との会談を目撃する。チャーチルが英国本土を遠く離れたアフリカの最前線に現れたとは考えにくいが、ルックは回顧録の中で「実際、ロンメルがチャーチルを撃つなと命じたことを思い出した」と記している。1月末、ルックはSAS創始者として名を知られる英軍のデイヴィッド・スターリング大佐を捕虜とした。
2月1日、ロンメルはトーチ作戦によりモロッコに上陸していた米軍への攻撃を開始した。ルックには攻勢側面の警戒及び撤退する米軍への妨害攻撃を命じられた。
2月19日、ルックはカセリーヌ峠を奇襲により確保せよと命じられたが、この計画は米軍に露呈しており、ルックの攻撃は厳重な防衛と反撃の元、水泡に帰した。しかし、数日後には第21及び第10装甲師団を率いたロンメルがカセリーヌ峠を再攻撃し、数日のうちに突破した。米軍は強固に抗戦したものの、彼らの戦車ではIV号戦車F2型（英国では「MkIVスペシャル」と呼称）及びティーガーⅠに太刀打ちできなかったのである。
その後、ルックは前進の支援を続けたが、彼の大隊は装甲戦力と弾薬の大半を失っていた。3月初めまでに彼は本国へ召還され予備役に編入された。

### 予備役
ルックはその後の数ヶ月（OKW作戦部長アルフレート・ヨードル上級大将からは12ヶ月と伝えられていたが、彼自身は恐らく半年程度になるだろうと考えていた）をパリ装甲偵察学校の教官として過ごした。8月頃、装甲偵察学校に着任したルックは、講義の中で実戦から得た教訓を伝えた。
1944年3月、彼は連隊長向け短期教育を受けるためにベルリンに送られ、4月初頭にはフリッツ・バイエルライン将軍率いる装甲教導師団の連隊にて指揮を命じられる。しかし装甲教導師団司令部に出頭したルックは、まもなく自身がノルマンディーのレンヌ付近に駐屯する第21装甲師団に再配置される事を知った。
5月初頭、ルックは再び現役に復帰する。
アフリカにて壊滅した第21装甲師団は、1943年末に再編成されていた。新たな第21装甲師団は、ドイツ本国から送られてきた新兵と東部戦線から引き上げてきた古参将校により編成され、エドガー・フォイヒティンガー将軍に率いられていた。しかし、砲兵出身のフォイヒティンガーは装甲部隊を指揮した経験も、実戦経験も皆無であった。また、この師団が保有する装備品の多くはフランス製車両をドイツ製の装甲及び砲で改造した戦車や突撃砲など、ほとんどがフランスからの鹵獲品だった。
ルックが配属された第21装甲師団第125装甲擲弾兵連隊は2個突撃砲中隊と共にカーン北東部のVimontに駐屯した。

### ノルマンディー侵攻

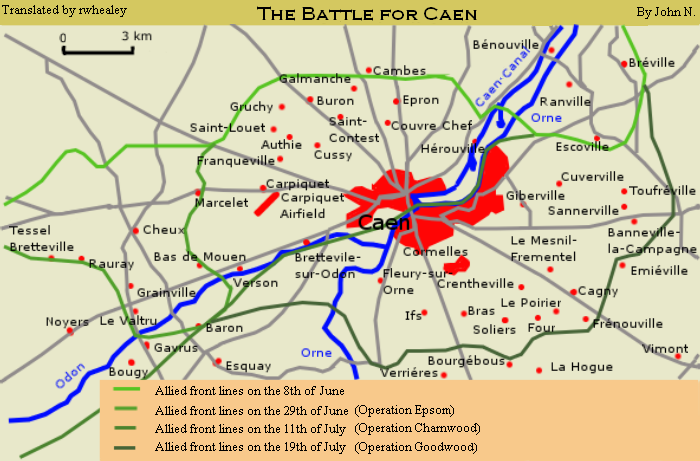
アトランティック作戦及びグッドウッド作戦で確保された地域を示す地図。

1944年6月6日、連合軍によるノルマンディーへの侵攻が始まった。
その夜、ルックは彼の担当する地域に連合軍の落下傘部隊がオルヌ川東側に橋頭堡を確保するべく降下した旨の報告を受け驚愕した。ルックはすぐさま指揮下の第2大隊に攻撃を命じ、落下傘部隊の任務を妨害した上で数名の捕虜を得ることに成功している。しかし、状況が明らかになるまで大規模な作戦活動を禁止する旨が上級司令部より通達されたため、これ以上の戦果はなかった。
午前4時30分に伝達された英国第6空挺師団による内陸部への降下を警戒する旨の命令下で第21装甲師団が身動きを封じられている間、沿岸の守備隊は連合軍の大規模な攻勢下にあった。
午前10時30分頃、第21装甲師団の上級部隊である第84軍団の軍団長エーリヒ・マルクス将軍は第21装甲師団にオルヌ川東部への攻撃を命じた。しかしこの命令は第7軍司令部による修正が行われ、師団主力はオルヌ川西部への攻撃を担当し、東部への攻撃はルックの連隊のみに任された。
度重なる任務の変更が引き起こした混乱はドイツ軍の応戦を更に遅延させた。午後5時までにルックの率いる装甲兵員輸送車部隊はオルヌ川に掛かるベヌヴィル橋の突破を試みたが、橋を確保したジョン・ハワード少佐指揮下の落下傘部隊を支援するべく開始された艦砲射撃によってあえなく撃退された。加えて、更に多くの英国落下傘部隊が連隊の周囲に降下を開始し、ルックの第2大隊は包囲を避けるべく撤退を余儀なくされた。6月7日、第2大隊の大隊長が戦死する。
6月9日早朝、ルックを指揮官としてフォン・ルック戦闘団の編成が行われた。これはルック指揮下の第125装甲擲弾兵連隊第21装甲偵察大隊第4中隊を基幹部隊として、アルフレート･ベッカー少佐が指揮する第22装甲連隊第200突撃砲大隊から抽出された3個中隊及び第220対戦車大隊から抽出された88mm砲の1個中隊が参加した。
再びオルヌ川の橋を奪還せよとの任務が与えられたフォン・ルック戦闘団は、英国軍が艦砲射撃や航空支援の得られない夜明け1時間前、橋に程近いRanville村へ向けて進撃を開始する。戦闘団は村に駐留する敵勢力を排除したものの、橋から続く英国の防衛線まで浸透することは出来なかった。橋の防衛を固める英国の落下傘部隊は、6月8日夜までに第51ハイランド師団からの援軍を受けて増強された。
6月12日、ネーベルヴェルファー旅団により増強されたフォン・ルック戦闘団は、上陸地点を見渡せる重要な区域に位置するサント・オノリーヌ村の確保に成功するも、カナダ軍師団の猛烈な反撃を受けた撃退されてしまう。苛烈な白兵戦の末、ルックは英国の橋頭堡を排除できないと判断して撤退した。しかし、フォン・ルック戦闘団が反撃の最中に埋設した無数の地雷を除去する為、英国軍及びカナダ軍はその地区における前進を一時的に中止せざるを得なかった。
6月15日のドイツ軍攻勢の頓挫以降、その地区は2週間ほど比較的平穏だった。

#### グッドウッド作戦
カーン周囲の突破を試みる英国軍がカーン南部の確保に乗り出す頃、ルックはカーン防衛戦線の右翼に割り当てられており、エプソム作戦が発動され英国第11機甲師団がドイツ第192連隊を攻撃する6月27日まで英国軍の大規模な活動を目撃しなかった。これらの英国機甲師団は歩兵の援護を受けていなかった為、生垣の影に潜んだ擲弾兵によっていとも簡単に撃破されたが、それでも一部の戦力はカーン郊外西部に到達した。7月初頭、フォン・ルック戦闘団にタイガー戦車や突撃砲を装備する第503重戦車大隊が合流した。フォン・ルック戦闘団はゼップ・ディートリヒ将軍率いる第1SS装甲軍団の指揮下に入った。
7月18日、パリにおける3日間の休暇を終え前線に戻ったルックは、グッドウッド作戦の発動に直面した。広範囲に渡る砲撃と重爆撃は戦闘団の陣地を直撃していたが、ルック不在時の代理指揮官は全く有効な行動を取れなかった。前線に到着したルックは、イギリスの大規模な機甲戦力に蹂躙されたカニーの第125装甲擲弾兵連隊第1大隊陣地を目の当たりにして酷く落胆した。
この時、陣地付近で敗走中だった空軍所属の88mm高射砲中隊と遭遇したルックは、中隊長に対して戦闘団に合流し対戦車任務を遂行するように求めた。ところが高射砲中隊を率いていた若い大尉は「我々は航空機を砲撃する命令しか受けていない」と言い返しルックの要請を拒否した。するとルックはピストルを抜き、まっすぐと銃口を大尉に向けて、「貴様は死と勲章のどちらが欲しいのか」と脅したのである。こうして空軍の高射砲中隊を指揮下に加えたルックは、この砲兵を配置して戦線の隙間を埋めるべく奮闘した。この頃までに戦闘団の装甲戦力は砲爆撃によって大半が破壊されており、空軍高射砲中隊を含む寄せ集めの対戦車部隊と突撃砲中隊だけが英国軍の戦車隊に応戦しうる戦力であった。
カニーにおける作戦時の航空写真には88mm高射砲中隊など何れの部隊の記号も村に配置されていない点から、ルックの語ったこのような砲兵戦力の描写はイアン・ダグリッシュなどの研究者によって疑問視されている。しかし、逆にダグリッシュらの主張するような砲兵戦力を用いない戦術では英国第11機甲師団が受けた大損害を説明することは難しい。
いずれにせよ、歩兵の援護を受けずに前進してきた英国第11機甲師団は固定対戦車砲を乗り越えられず、第11機甲師団の悲劇を知らずに前進してきた近衛機甲師団も同様であった。こうしたフォン・ルック戦闘団の活動により英国軍機甲部隊の進撃は完全に足止めされてしまった。ルックが徴用した空軍の88mm高射砲中隊単独でも約40台の英国軍戦車を撃破したという。午後までに第1SS装甲師団からの増援が到着し、戦況はやや安定を取り戻した。
7月19日、SS装甲部隊に援護されたフォン・ルック戦闘団は前進してきた英国軍を攻撃した。効果的な側面攻撃によって約450両以上の戦車を失った英国軍は間も無く足を止め、結局彼らが前進した距離はわずか9kmに過ぎなかった。夕方には第12SS装甲師団が到着し、ルック配下の将兵はようやく安堵した。
グッドウッド作戦期間中に英国軍を撃破し続けた彼の功績に対し、1944年8月8日に騎士鉄十字章と第125装甲擲弾兵連隊連隊長の肩書きが送られ、中佐に昇進した。

#### ファレーズ包囲戦
一週間後、補充を受けた第21装甲師団はバイユーのヴィレル･ボカージュ地区南部に送られた。これは6月13日、ヴィレル・ボカージュの戦いにおいてミハエル・ヴィットマン大尉と彼の部下がタイガー戦車を駆り英国の侵攻を撃破したのと同じ地域であった。
7月26日、装甲教導師団からの補給線が途絶し、第21装甲師団では新たな脅威に対して彼ら自身が対処しなければならなくなった。7月31日、ジョージ・パットン将軍がアヴランシュを突破する。これにより、ノルマンディーに展開する全てのドイツ軍師団は包囲の危機に晒され、早急な撤退を命じられた。
ルックは2週間遅れでファレーズに到達した。8月17日に行われた英国軍の攻撃は第21装甲師団を分断し、ルックを含む部隊の半数は包囲下に取り残された。フォン・ルック戦闘団は西部にある包囲網の切れ目を確保する使命を帯びており、実際に8月21日まで確保し続け、包囲下に止まっていた約10万の将兵を脱出させた。但し、物資や車両の大部分は包囲下で破棄・破壊された。包囲を逃れたルックだったが、すぐに新たな脅威が現れる。パットンは既にセーヌ川の南部で新たな包囲網を形成する準備を進めていたのである。ルックは第21装甲師団の残留部隊を指揮し、最後のドイツ軍部隊がセーヌ川を越えて撤退するまでの殿を務めた。
9月9日、ルックの司令部はストラスブール近辺に到達した。ハッソ・フォン・マントイフェル将軍の第5装甲軍の指揮下でロレーヌの防衛に当たり、やがてジークフリート線の防衛を命じられた。ノルトヴィント作戦の間、ルックはバ＝ラン県・アッテンの奪還に参加した。
1945年1月、師団はオーデル戦線に移動し、ルックは師団の作戦展開に大きな役割を果たした。1945年4月27日、ハルベ包囲戦において脱出に失敗した後、ソ連軍に投降した。

## 戦後
グルジアの強制労働収容所で数年を過ごした後、彼はドイツ本国へ送還された。帰国後、新設間もないドイツ連邦陸軍へ残留することも出来たがこれを断る。彼はハンブルクのホテルで受付係として数年働いた後、コーヒー豆の輸出を手がけるようになり、イギリスやスウェーデンなどの外国の士官学校でノルマンディの戦いに関する講演・講義を行った。その後、退役軍人団体と深い関係を持つようになったほか、英国陸軍のジョン・ハワード元少佐などかつて矛を交えた連合軍の将兵とも友人関係を築き、アメリカの著名な歴史家スティーヴン・アンブローズと親しくなった折、彼の勧めでPanzer Commander: The Memoirs of Colonel Hans von Luckと題した回顧録を出版した。フランスのドキュメンタリー映画などの監修にも携わったと言われている。
戦後、ルックとハワードはドイツの占領から初めて解放された建物と言われる喫茶店「Café Gondrée」で共にコーヒーを飲んだ。この時、店主が熱狂的な反ドイツ主義者だったため、ハワードはルックをスウェーデン人だと偽り説得したという。